# Судбищенская битва
Судби́щенская би́тва — битва, произошедшая 24—25 июня 1555 года в окрестностях села Судбищи (ныне Орловская область) между крымской ордой под предводительством хана Девлета I Гирея и русским войском Ивана Васильевича Шереметева. После полуторадневной битвы и понесённых людских потерь Девлет Гирей, узнав о приближающемся войске из Тулы, покинул поле боя, уклонившись от встречи с Иваном Грозным, так и не сумев сломить в бою оборону русских.

## Предшествующие события
После поражений крымскотатарской орды в битвах под стенами Тулы и на реке Шиворонь во время похода 1552 года, между крымским ханом и Иваном Грозным завязалась регулярная переписка. Девлет Гирей прислал русскому царю шертную грамоту с заверениями в дружбе, но требовал дани, угрожая новым нападением в случае отказа. На что Иван Васильевич отвечал, что мы не покупаем дружбы и отправлял в Тавриду извещения о завоевании Казанского ханства и Астрахани. А чтобы иметь преграду со стороны Тулы в 1553 году на возвышенном берегу Шиворони была заново построена дубовая крепость — город Дедилов, разорённый татарами ещё в XIII веке.

### Поход Девлета Гирея против пятигорских черкесов
Девлет Гирей, усвоив уроки своего первого похода на Русь, провалившегося вследствие ложных донесений разведки и досрочного обнаружения крымского войска дозорными-казаками уже при переправе через Северский Донец, пошёл на хитрость и предпринял отвлекающий манёвр. Весной 1555 года хан собрал большое войско и выступил в поход на пятигорских черкесов, которые к тому времени уже приняли покровительство русского царя.

### Выступление войска Шереметева на Перекоп
Узнав о намерениях Девлет Гирея, Иван Грозный приказал воеводе Ивану Шереметеву с войском выступить из Белёва Муравской дорогой к татарской крепости Перекоп в Мамаевы луга, чтобы отогнать стада ханские. Нападение Шереметева должно было отвлечь хана от похода и заставить его возвратиться в Крым, тем самым обеспечить защиту пятигорским черкесам от нападения крымцев. В июне тринадцатитысячное русское войско вышло из Белёва в поход на Крым, двигаясь через города Чернь и Ливны далее на юг. Войско шло тремя полками. Большим полком командовал старший воевода боярин Иван Васильевич Шереметев вместе с окольничим Львом Андреевичем Салтыковым. Передовой полк находился под руководством окольничего Алексея Даниловича Басманова и Бахтеяра Зюзина. Сторожевой полк вели Дмитрий Михайлович Плещеев и Стефан Сидоров.

### Вторжение Девлета Гирея в Русское царство
Достигнув Изюмского кургана, Девлет Гирей с шестидесятитысячным войском переправился через Северский Донец и, резко переменив направление движения, устремился по Изюмскому шляху далее на север к Туле. В свой второй набег на Русское царство, как и три года назад, Девлет Гирей вёл крымскотатарскую орду, усиленную отрядами турецких янычар и султанской артиллерией. Но переправа татар через Северский Донец была обнаружена Шереметьевым, который, уведомив царя, со своим войском пошёл за ханом к Туле. Сам царь немедленно выступил навстречу с войском из Москвы вместе с князем Владимиром Андреевичем, казанским ханом Симеоном, боярами и другими воеводами к Коломне, где уже стоял князь Иван Фёдорович Мстиславский со своим войском. Из Коломны полки Ивана Грозного пошли на Каширу, где переправились через Оку и затем спешно двинулись к Туле. К этому времени слух о походе войска Ивана Грозного из Коломны на Тулу уже распространился среди местного населения южных пределов Русского царства. Узнав об этом от местных жителей и пленённых русских дозорных, спасаясь от нависшей угрозы быть атакованным с двух сторон, крымский хан немедленно повернул свою орду назад и неожиданно наткнулся на отряд Шереметьева у села Судбище (Сторожевое) на реке Любовша. Хан, не вступая в сражение, быстро пошёл на юг, бросив обоз. Шереметьев взял обоз: 60 тысяч коней, 200 аргамаков-скакунов, 180 верблюдов. Надеясь на скорое прибытие войска Ивана Грозного, отправил добычу в укреплённые города Мценск и Рязань в сопровождении шести тысяч воинов.

## Битва у села Судбищи
Хан узнал от двух пленных русских воинов о количестве войска у боярина и на следующее утро, развернув всю свою конницу, атаковал русское войско, намереваясь пленить весь отряд. Он надеялся на быстрый успех, имея почти 10-кратный перевес. Оставшись с семитысячным войском, Шереметев не уклонился от битвы и сломил передовой полк татар, взял знамя ширинских князей, а сам был серьёзно ранен. Малочисленное русское войско всё-таки не выдержало напора, смешалось и побежало. Но Алексей Басманов и Стефан Сидоров сумели остановить бегущих и засели с двумя тысячами в дубраве и в буераке (на косогоре), где стоял обоз, превратившийся в крепость на колесах. Рубили деревья так, чтобы их верхушки падали в сторону врага. Пни оставляли высокие, чтобы стрельцам и лучникам было за чем укрыться. Часть деревьев вынесли в поле, где разбросали большое число противоконных «колючек». Перетащили туда раненых, в том числе и Шереметьева. Хан трижды осуществлял «напуск» (штурм), но, не сумев быстро одолеть русских и боясь приближения войска царя, ушёл в степи. Турецкие летописные источники XVI века сообщают: «Некто безбожный, неверный, который по своей кабаньей отважности, собачьему бешенству, называемый Шеремед, со своими чертями-собратьями облил головы правоверных железным дождём и помёл огненными мётлами свинца».

## Возвращение русского войска в Тулу
Между тем царь уже был возле Тулы, когда ему сообщили, что Шереметев разбит, а хан будто бы идёт к Москве с огромным войском. Многие бояре советовали ему уйти назад, за Оку, и там ждать татар. Другие говорили, что надо продолжать движение вперёд и попытаться спасти Шереметева с его отрядом. Царь принял решение идти в Тулу. Туда же вскоре прибыл и раненый Шереметев с остатком своего войска. Иван IV наградил всех участников отчаянной битвы, сражавшихся за всё русское войско. В сражении погибло примерно пять тысяч русских воинов и втрое больше татар.

## Мемориал около села Судбищи
Около села Судбищи в 1995 году создан мемориальный памятник. Сооружал его, воплощая идеи скульпторов Александра Савёлова и Станислава Давыдова, коллектив Орловского СНРП «Реставрация». Памятник поставили на перекрёстке дорог. Со всех сторон видны две каменные фигуры русских воинов, надёжно заслонивших Московские кремлёвские стены. Доступ к ним декорирован большими камнями, собранными на местных полях. На стене «Кремля» укреплены мраморные плиты с кратким текстом, повествующим о средневековом сражении.

## Обнаружение места сражения
20 апреля 2021 года в ходе тренировочных погружений Орловским клубом подводного плавания ДИВО в реке Гоголь, были обнаружены предметы, напоминающие вооружение периода сражения русских и татарских войск в 1555 году — наконечники от стрел, копьё и элементы конской упряжи.

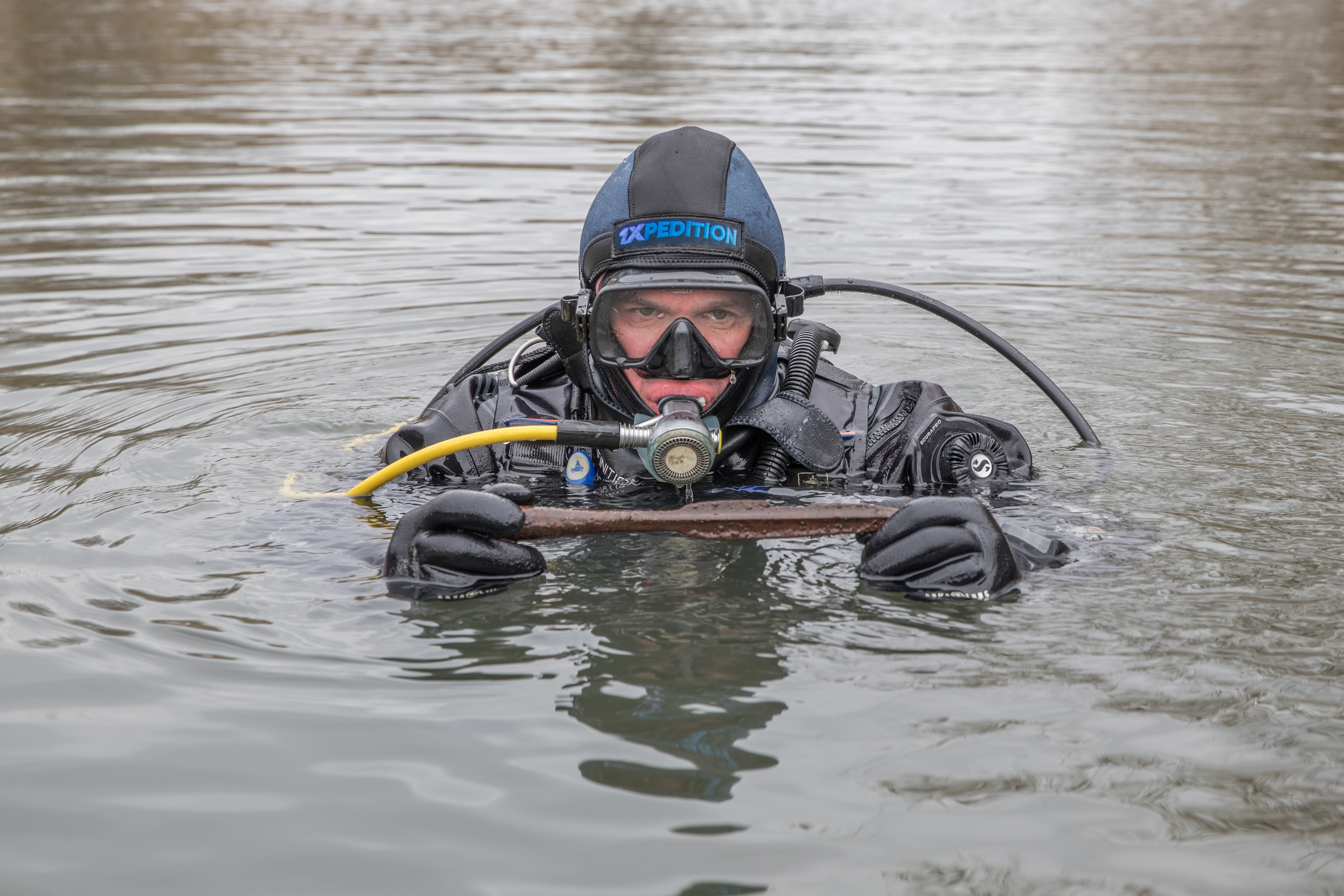
Уникальная находка дайверов подводного клуба ДИВО позволила локализовать место Судбищенского сражения

О своём открытии дайверы рассказали научному сотруднику отдела археологии эпохи Великого переселения народов и раннего средневековья Института археологии РАН Олегу Радюшу, который в это же время проводил работы на территории Орловской области. Учёный атрибутировал найденные артефакты как предметы вооружения эпохи Ивана Грозного, а при выезде на место стало очевидным, что речь идёт именно о реликвиях Судбищенской битвы. Совместная дальнейшая работа с археологами на реке Гоголь принесла ошеломительные результаты. Вместе с артефактами, которые были найдены под водой, общее число находок на ноябрь 2021 года — уже более 2200. Выяснилось, что находки были смыты в реку со дна оврага — притока реки Гоголь..
30 июня 2021 г. выявленный объект был поставлен на учёт управлением по охране объектов культурного наследия Орловской области (приказ № 120) как «Стоянка / Судбищенская битва 1555 г.».